# Октагон (Манхэттен)
Октагон — историческое восьмиугольное здание, расположенное на острове Рузвельт в Нью-Йорке по адресу Мейн-стрит, 888. Первоначально он служил главным входом в Нью-Йоркскую психиатрическую лечебницу, открытую в 1841 году. Пятиэтажная ротонда, спроектированная Александром Джексоном Дэвисом, была сделана из серо-голубого камня, который добывался на острове. Октагон является последней оставшейся частью больницы, и после многих лет упадка и двух пожаров долгие годы находился в разрушенном состоянии. В настоящее время после реставрации является входом в большой жилой комплекс «Октагон».

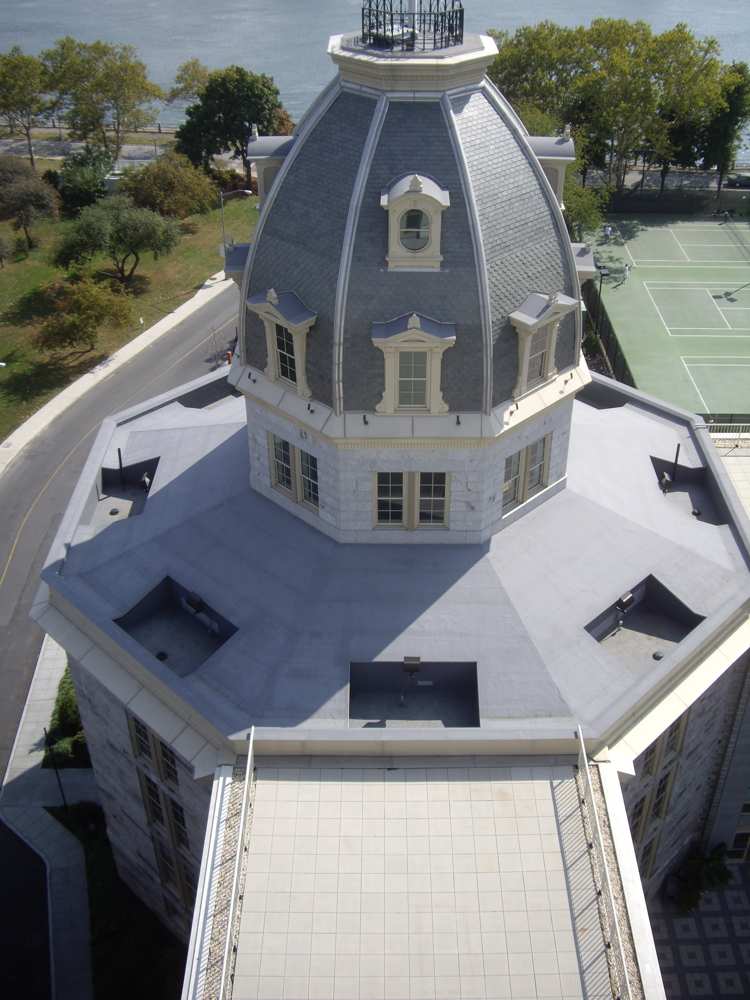
Вид в восточном направлении в 2007 году
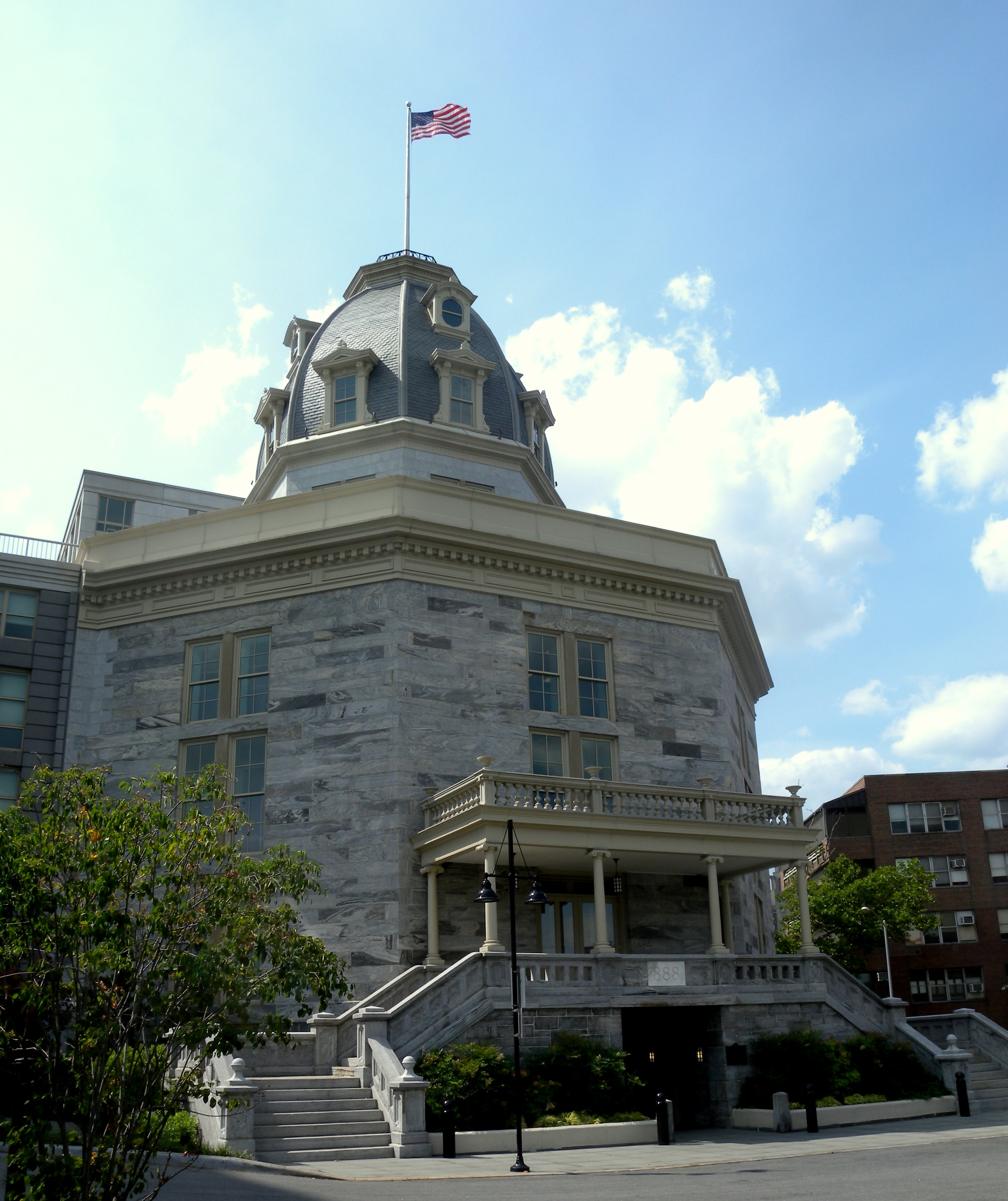
Вид в северо-западном направлении в июне 2010 года